# فرودگاه کیسیما
فرودگاه کیسیما (به انگلیسی: Kisima Airport) یک فرودگاه همگانی، غیرنظامی است که یک باند فرود سنگفرش دارد و طول باند آن ۹۸۰ متر است. این فرودگاه در شهر مارالال کشور کنیا قرار دارد و در ارتفاع ۱۸۱۱ متری از سطح دریا واقع شده است.